# Ступина (Иркутская область)
Ступина — заимка в Черемховском районе Иркутской области России. Входит в состав Новогромовского муниципального образования. Находится примерно в 69 км к юго-западу от районного центра.

## Население
| 2002 | 2010 | 2011 | 2012 |
| ---- | ---- | ---- | ---- |
| 4    | ↗8   | →8   | ↗9   |